# رود لد
رود لد (انگلیسی: Led) یک رودخانه در استان آرخانگلسک کشور روسیه است.